# Vysoká nad Kysucou
Vysoká nad Kysucou (bis 1927 slowakisch nur „Vysoká“; ungarisch Hegyeshely – bis 1907 Viszoka und selten auch Viszokamakó) ist ein Ort und eine Gemeinde im Okres Čadca des Žilinský kraj im äußersten Norden der Slowakei mit etwa 2900 Einwohnern.

## Geographie
Die Gemeinde liegt im oberen Kysuca-Tal in der traditionellen Landschaft Kysuce, zwischen dem Bergland Turzovská vrchovina im Norden und dem Gebirge Javorníky im Süden. Vysoká nad Kysucou ist 23 Kilometer von Čadca entfernt.
Verwaltungstechnisch ist die Gemeinde in acht Ortsteilen gegliedert: Jedlovník, Nižný Kelčov, Semeteš, Vrchrieka, Vyšný Kelčov, Vysoká nad Kysucou, Zátoka und Zlámaná.

## Geschichte
Der Ort entstand im Zuge der walachischen Kolonisierung des Gebietes und gliederte sich im frühen 17. Jahrhundert vom Gebiet der benachbarten Gemeinde Turzovka aus. 1619 wird der Ort als Viszoka erwähnt und gehörte zum Herrschaftsgut von Bytča. 1720 wird der Ort nun als Viszoka-Makov erwähnt, wegen der höheren Bedeutung des zweiten Ortsteils, der sich letztendlich 1895 ausgliederte. Die Bevölkerung beschäftigte sich mit Vieh- und Schafzucht, daneben auch Forstwirtschaft in den umliegenden Bergen, wodurch zahlreiche Kleinsiedlungen (slow. kopanice) entstanden.
| Jahr | Einwohner | Jahr | Einwohner |
| ---- | --------- | ---- | --------- |
| 1784 | 3.147     | 1948 | 3.569     |
| 1828 | 2.352     | 1960 | 4.595     |
| 1869 | 3.113     | 1980 | 3.805     |
| 1900 | 3.364     | 1991 | 3.206     |
| 1940 | 4.632     | 2001 | 3.005     |

Wegen der großen Armut und nur wenig fruchtbaren Böden sind früh viele Einwohner als Drahtbinder, Hausierer oder Klempner in die Welt ausgewandert. Bis zum Ende des 19. Jahrhunderts war das Ziel Niederungarn. Seither war die Auswanderung in die USA mehr üblich; der amerikanische Astronaut Eugene Cernan hat seine Ahnen aus Vysoká. Im 20. Jahrhundert fanden einige Einwohner Arbeit nicht nur in umliegenden Städten, sondern auch im Kohlerevier um Ostrava.
Bis 1918 lag der Ort im Komitat Trentschin im Königreich Ungarn und kam danach zur neu entstandenen Tschechoslowakei bzw. heute Slowakei. In den Schlusstagen des Zweiten Weltkriegs wurden 21 Einwohner in der Kleinsiedlung Semeteš von faschistischen Truppen ermordet.

## Bevölkerung
| Jahr                | 1994 | 2004    | 2014    | 2024     |
| ------------------- | ---- | ------- | ------- | -------- |
| Anzahl der Personen | 3152 | 2984    | 2709    | 2437     |
| Unterschied         |      | −5,32 % | −9,21 % | −10,04 % |

| Jahr                | 2023 | 2024    |
| ------------------- | ---- | ------- |
| Anzahl der Personen | 2487 | 2437    |
| Unterschied         |      | −2,01 % |